# Florence War Cemetery
Il Florence War Cemetery è un cimitero militare che si trova nei pressi di Firenze, nella località Girone nel comune di Fiesole.

## Storia e descrizione
Il Florence War Cemetery è stato costruito al termine della seconda guerra mondiale per la sepoltura di soldati, marinai e aviatori delle forze del Commonwealth caduti nella campagna di liberazione dell'Italia tra l'8 settembre 1943 e il 25 aprile 1945.
La Commonwealth War Graves Commission ha provveduto alla sua realizzazione e ad essa è affidata ancora oggi la custodia e la manutenzione dell'impianto cimiteriale.
Il cimitero, progettato dall'architetto Louis de Soissons, sorge in un'area ceduta in uso perpetuo dallo Stato italiano, situata a ridosso della strada statale Tosco-Romagnola nel punto in cui la viabilità si affianca alla linea ferroviaria Firenze-Roma, al margine del territorio comunale di Fiesole confinante con la periferia est di Firenze. A sud, l'argine dell'Arno delimita e collega visivamente il sepolcreto al paesaggio collinare della sponda opposta del fiume.
Posto a quota inferiore rispetto al piano stradale, vi si accede tramite una scala monumentale a due rampe simmetriche rivestita in travertino e arenaria gialla. Il sottoscala accoglie al suo interno un'edicola, non visibile dall'ingresso, aperta in direzione del cimitero.
L'area sepolcrale si estende in piano fino all'argine dell'Arno e ospita nelle fasce laterali i cippi bianchi raggruppati in settori di varie dimensioni. Vi sono sepolti 1637 caduti della Ottava Armata Commonwealth di cui 18 ignoti.
In asse con l'ingresso si trovano una croce di marmo bianco eretta su un piedistallo a pianta ottagonale, due portali ad arco rivestiti di arenaria gialla e più avanti un altare anch'esso di marmo bianco.

## Altre Immagini

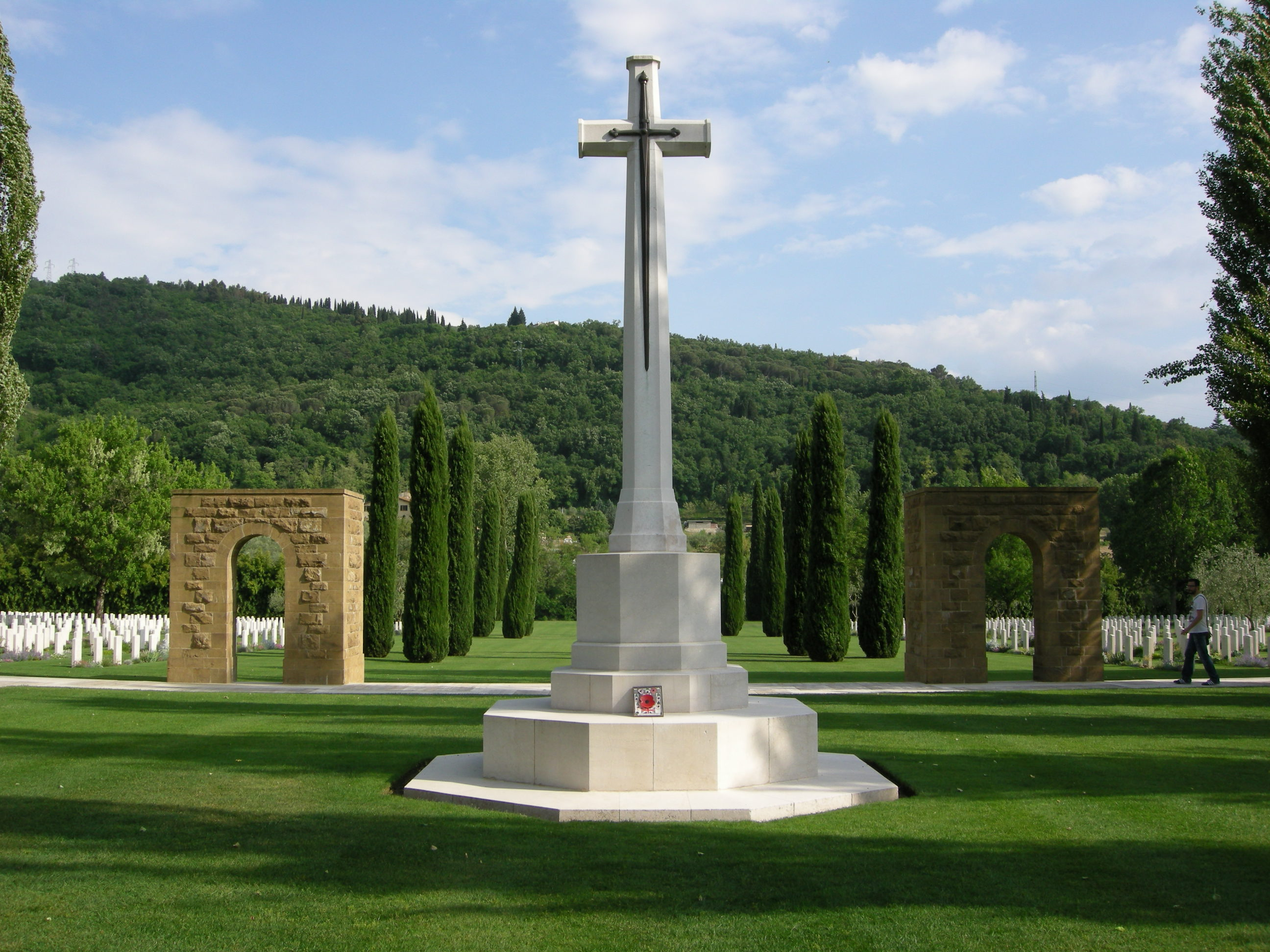
Veduta
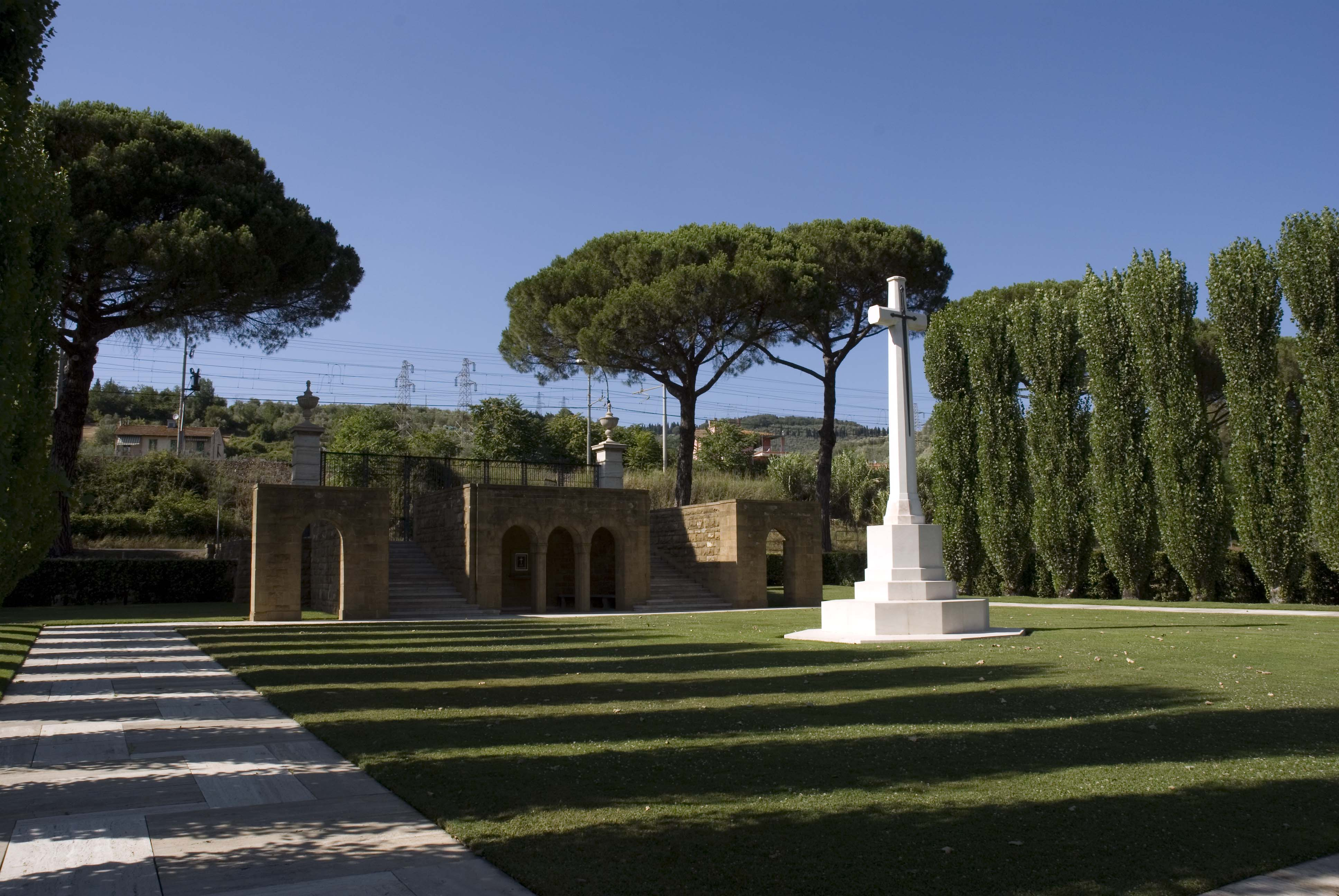
Veduta
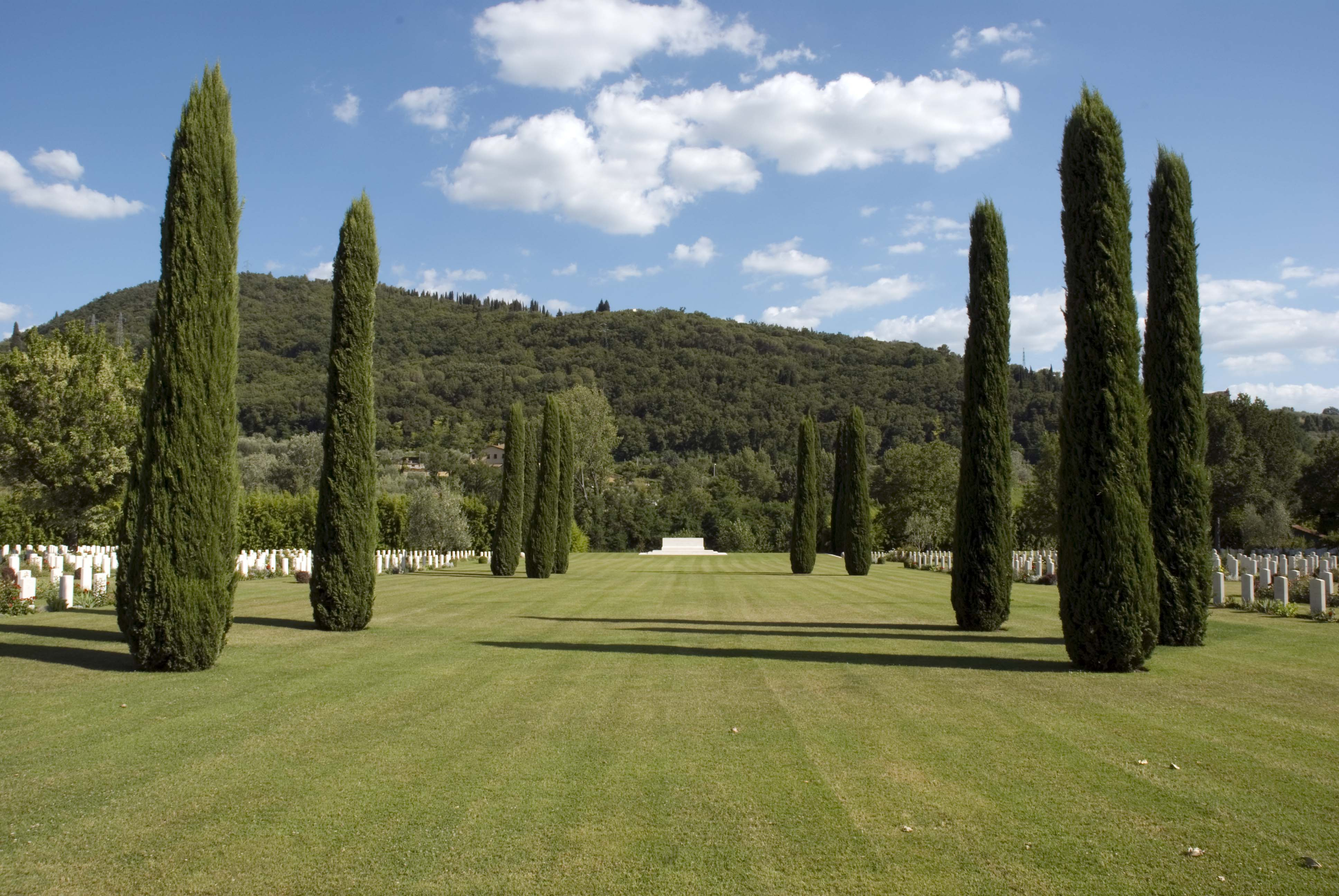
Veduta
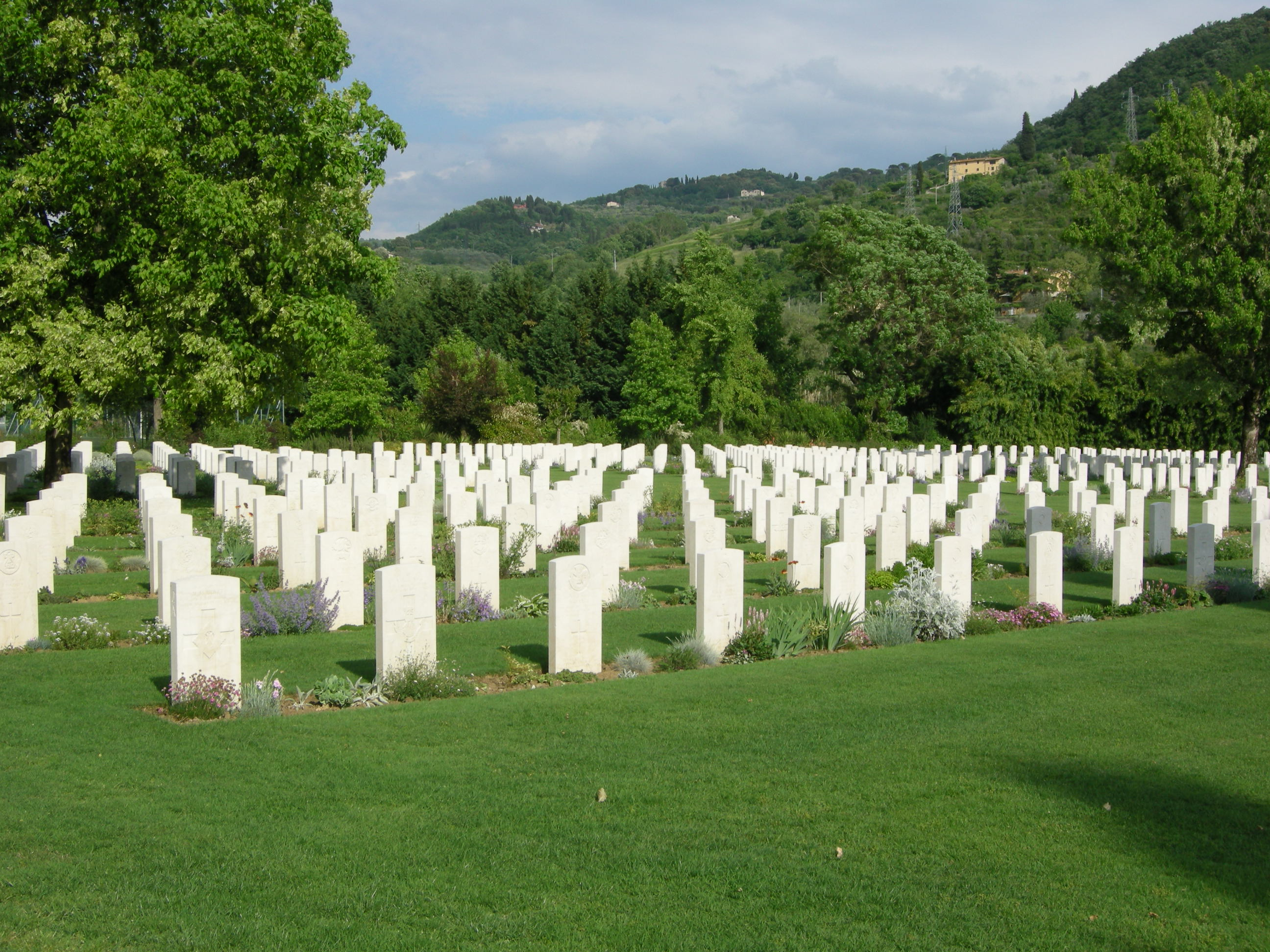
Lapidi
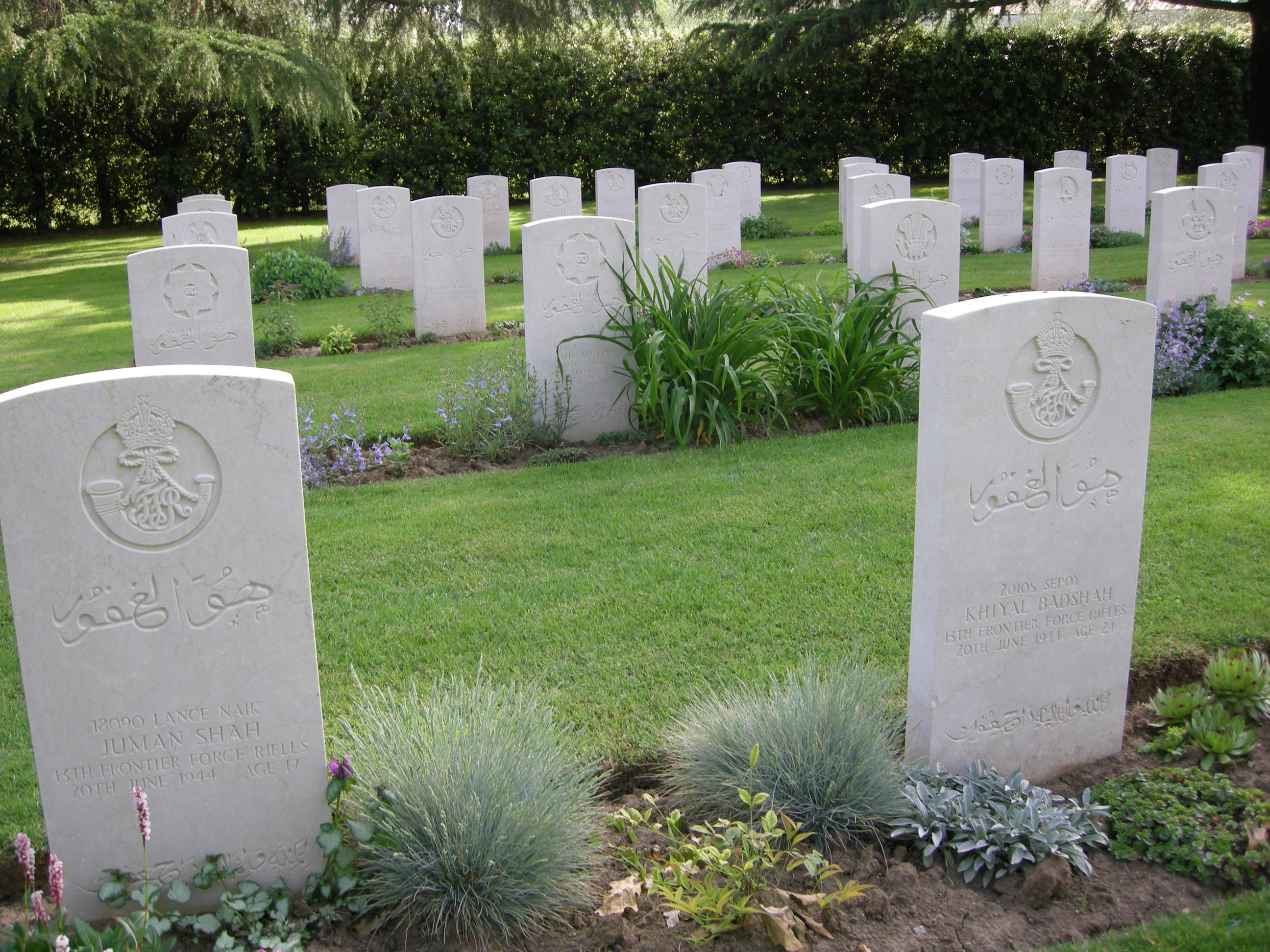
Lapidi del Commonwealth